# Hans Haas (Mykologe)
Hans Haas (* 5. November 1904 in Karlsruhe; † 16. April 2003 in Seewald-Besenfeld, Baden-Württemberg) war ein deutscher Mykologe.
Sein botanisch-mykologisches Autorenkürzel lautet „H.Haas“.

## Leben
Haas studierte 1925–1929 Biologie und weitere Fächer an der Universität Stuttgart (damals noch Technische Hochschule), wo er 1932 mit einer Arbeit bei Richard Harder mit dem Titel „Die bodenbewohnenden Großpilze der Waldformationen einiger Gebiete von Württemberg“ promoviert wurde. Mit dieser Arbeit gilt Haas als einer der Begründer der Ökologie und Soziologie der Pilze. Im Jahr 1930 verheiratete er sich mit Margarete Haller, einer Studienkollegin mit demselben Berufsziel. Beide reichten am gleichen Tag ihre Dissertationen ein. Beruflich war Haas zunächst wissenschaftlicher Assistent an der Technischen Hochschule in Stuttgart und danach Gymnasiallehrer. Neben seiner beruflichen Tätigkeit erforschte er sein Leben lang die Pilzflora und -ökologie naturbelassener Wälder.
Seine Assistententätigkeit endete 1932. Danach war er an verschiedenen Schulen tätig, unter anderem auch in Bad Waldsee. Nach dem Krieg ließ er sich 1952 an das Eberhard-Ludwigs-Gymnasium Stuttgart versetzen. Er wurde 1959 Oberstudienrat, 1966 Gymnasialprofessor. Ab 1967 wurde er für seine wissenschaftlichen Arbeiten teilweise an das Naturkundemuseum in Stuttgart abgeordnet. Hier baute er eine Exsikkatensammlung von Pilzen auf, die durch Aquarelle ergänzt wurden. 1969 trat er in den Ruhestand. Nach dem Tod seiner Frau 1990 siedelte Haas im Jahr 1993 in ein Seniorenheim in Seewald-Besenfeld über. Von dort aus reiste er regelmäßig auch im Alter von über neunzig Jahren mit öffentlichen Verkehrsmitteln nach Stuttgart, um seine Sammlung weiter zu betreuen. Haas ist auch durch die Veröffentlichung zahlreicher Pilzbücher bekannt, darunter Die Pilze Mitteleuropas.
Seit 1976 war er Ehrenvorsitzender der Deutschen Gesellschaft für Mykologie.

## Ehrungen
Nach Hans Haas ist eine Gattung Haasiella der Basidiomyceten benannt. Der Stuttgarter Pilzkenner Paul Holl entdeckte im Stadtgebiet Stuttgarts einen Pilz, den Haas als Clitocybe venustissima Fries bestimmte. Die nähere Untersuchung dieses seltenen Pilzes ergab aber, dass man ihn besser in eine eigene Gattung stellt. Haas schlug dafür den Namen Chrysomphalina vor. Da er aber keine lateinische Beschreibung dazu veröffentlichte, ist dieser Name im Sinne der Nomenklaturregeln ungültig. Das wiederum gab den beiden tschechischen Mykologen F. Kotlaba und Z. Použar die Möglichkeit, den Pilz nach Haas Haasiella zu benennen und damit auch die Erkenntnisse von Haas zu würdigen. 1994 wurde er Ehrenmitglied der Gesellschaft für Naturkunde in Württemberg.

## Einzelbelege
1. ↑  F. Kotlaba, Z. Použar: Haasiella, a new Agaric Genus and H. splendidissima sp. nov. Ceska Mykologie 20, 135-140, Taf. XIII, Tab. 62; 1966
2. ↑  H. Haas: Erstfunde von Blätterpilzen aus Südwestdeutschland. Schweiz. Zeitschr. Pilzkunde 31(1): 136-140, 1953
3. ↑  H. Haas: Die systematische Stellung von Clitocybe venustissima Fries. Zeitschr. Pilzkunde 28: 12-13, 1962
4. ↑  Ehrenmitglieder der Gesellschaft für Naturkunde in Württemberg (Memento des Originals vom 31. März 2019 im Internet Archive)  Info: Der Archivlink wurde automatisch eingesetzt und noch nicht geprüft. Bitte prüfe Original- und Archivlink gemäß Anleitung und entferne dann diesen Hinweis.